# 山竹子生小煤炱
山竹子生小煤炱（学名：Meliola garciniicola）是属于小煤炱目小煤炱科小煤炱属的一种真菌，寄生在藤黄属植物上。该种分布于中国。